# Ауриго
Ауриго (итал. Aurigo) је насеље у Италији у округу Империја, региону Лигурија.
Према процени из 2011. у насељу је живело 267 становника. Насеље се налази на надморској висини од 420 м.

## Становништво
Према резултатима пописа становништва 2011. у општини је живело 346 становника.
| 1931. | 1936. | 1951. | 1961. | 1971. | 1981. | 1991. | 2001. | 2011. |
| ----- | ----- | ----- | ----- | ----- | ----- | ----- | ----- | ----- |
| 758   | 748   | 673   | 597   | 537   | 485   | 390   | 346   | 346   |